# میمی نلسون
میمی نلسون (انگلیسی: Mimi Nelson; ۲۵ اکتبر ۱۹۲۲ – ۳ ژوئیهٔ ۱۹۹۹) هنرپیشه اهل سوئد بود.
از فیلم‌ها یا برنامه‌های تلویزیونی که وی در آن نقش داشته‌است می‌توان به بندر سر راه، تشنگی، و شماره ۱۷ اشاره کرد.